# Joan Martí i Alanis
Joan Martí i Alanis (Milá, Tarragona; 29 de noviembre de 1928-Barcelona; 11 de octubre de 2009) fue un eclesiástico español, fue obispo de Urgel y, por tanto, copríncipe de Andorra.
Fue obispo de Urgel de 1971 a 2003, cosignando junto con François Mitterrand la nueva Constitución en 1993. El 2003 decidió dejar el cargo de obispo y copríncipe por edad y fue nombrado arzobispo de Urgel ad personam y obispo de Urgel emérito.
También fue el artífice de la creación de medios de comunicación diocesanos como la revista Església d'Urgell y la emisora Ràdio Principat.
Falleció el 11 de octubre de 2009 en Barcelona, a la edad de 80 años, a causa de una grave afección.